# Рівнина Елізій
Elysium Planitia — велика рівнина, розташована в квадранглах Elysium та Aeolis, що пролягає по обидва боки екватора Марса. Розмір — близько 3000 км зі сходу на захід і 1000 км із півночі на південь, координати центра — 3°00′ пн. ш. 154°42′ сх. д. / 3.0° пн. ш. 154.7° сх. д.. Вона розташована на південь від вулканічної провінції Елізій — другого за розміром вулканічного регіону на планеті, після провінції Тарсис.
Рівнина привертає увагу дослідників добре збереженими пустими басейнами та руслами, створеними рідиною — за різними версіями, водою або лавою. Вона примітна схожими на велетенські крижини пластинами, що колись плавали по цій рідині, та своєрідними завитками у проміжках між цими пластинами.

## Назва
Рівнину названо ім'ям деталі альбедо Елізій (лат. Elysium) — світлої п'ятикутної області, виявленої за наземними спостереженнями. Вона, в свою чергу, отримала назву райської країни Елізій із давньогрецьких міфів від Джованні Скіапареллі у XIX столітті. Знімки космічних апаратів показали, що ця світла область — велике нагір'я. Назва «Елізій» перейшла і на нього, і на сусідню рівнину, і ще на кілька деталей рельєфу регіону.
Назва рівнини була затверджена Міжнародним астрономічним союзом 1973 року. Спочатку в номенклатурі МАС ця назва поширювалася і на згадане нагір'я, але на сучасних картах МАС вона стосується тільки низовини.

## Опис

### Розташування та суміжні об'єкти
Рівнина Елізій — частина просторих низовин, що займають більшу частину північної півкулі Марса. На півдні її обмежує Кімерійська земля (Terra Cimmeria) — частина древніх кратерованих височин, характерних для південної півкулі. На півночі рівнина межує з нагір'ям Елізій, на північному заході — з рівниною Утопія, на північному сході — з Амазонською рівниною.
На південному сході рівнини стоїть вулкан гора Аполлона (Apollinaris Mons). На рівнині та її краях є й чимало нижчих гір, плато та пагорбів. З нагір'я Елізій на рівнину тягнется система грабенів борозни Цербера (Cerberus Fossae) довжиною близько 1200 км. Ширина окремих грабенів сягає кілометра. Ймовірно, колись із них вивергалася лава.
На північно-східному краї рівнини лежить своєрідний 380-кілометровий кратер патера Орк. Наступні за розміром найменовані кратери рівнини — де Вокулер (302 км), Гусєв (158 км), Ґейл (154 км), Боеддікер (107 км), Рейль (84 км) на її південному краю, а також 60-кілометровий кратер Томбо біля її центра. У північно-східній частині рівнини лежить 10-кілометровий кратер Суніль, примітний дуже малим віком (близько 1 млн років; ймовірно, наймолодший із марсіанських кратерів подібного розміру) і тим, що він може бути джерелом принаймні деяких метеоритів-шерготитів.

### Русла та басейни
Ймовірно, в нойському періоді рівнина Елізій разом із рештою північних низовин Марса була вкрита океаном. Окремі невеликі водойми могли зберігатися на ній і пізніше.
З південних височин на рівнину Елізій тягнуться сухі річища, найбільші з яких — долина Маадим (довжиною близько 700 км) та долина Аль-Кахіра (Al-Qahira Vallis; близько 600 км).
Інша система сухих русел — долини Атабаска (Athabasca Valles) довжиною понад 300 км та шириною понад 10 км — спускається на рівнину з півночі, починаючись у одній з борозен Цербера (Cerberus Fossae). Вона впадає в особливо плоску частину рівнини, відому як болото Цербера (Cerberus Palus) або Західний басейн Елізій (англ. Western Elysium Basin). Колись там було озеро, яке в низці робіт інтерпретоване як водяне, а в низці інших — як лавове. Воно мало два стоки: на південному сході (долина Лета, Lethe Vallis) та на південному заході.
Озеро мало порізані береги, його розмір становив близько 800×900 км, а площа — близько 150 або 250 тисяч км2. Середня глибина місць, де її вдалося оцінити, становила 45 м, а максимальна — 53 м. Це можна порівняти — як за площею, так і за глибиною — із земним Північним морем. Згодом рівень рідини впав на десятки метрів. Існують ознаки прориву цього озера в сусідній басейн крізь долину Лета.
Судячи з підрахунку кратерів, рідина в цьому озері існувала зовсім нещодавно за марсіанськими мірками — за деякими оцінками, лише кілька мільйонів років тому. Втім, цей спосіб датування тут утруднений численними вторинними кратерами кратера Суніль. Джерело рідини озера — долини Атабаска — це одна з наймолодших і найкраще збережених систем долин Марса. Завдяки цьому цей регіон став одним із найбільш досліджуваних на планеті.

### Характер поверхні

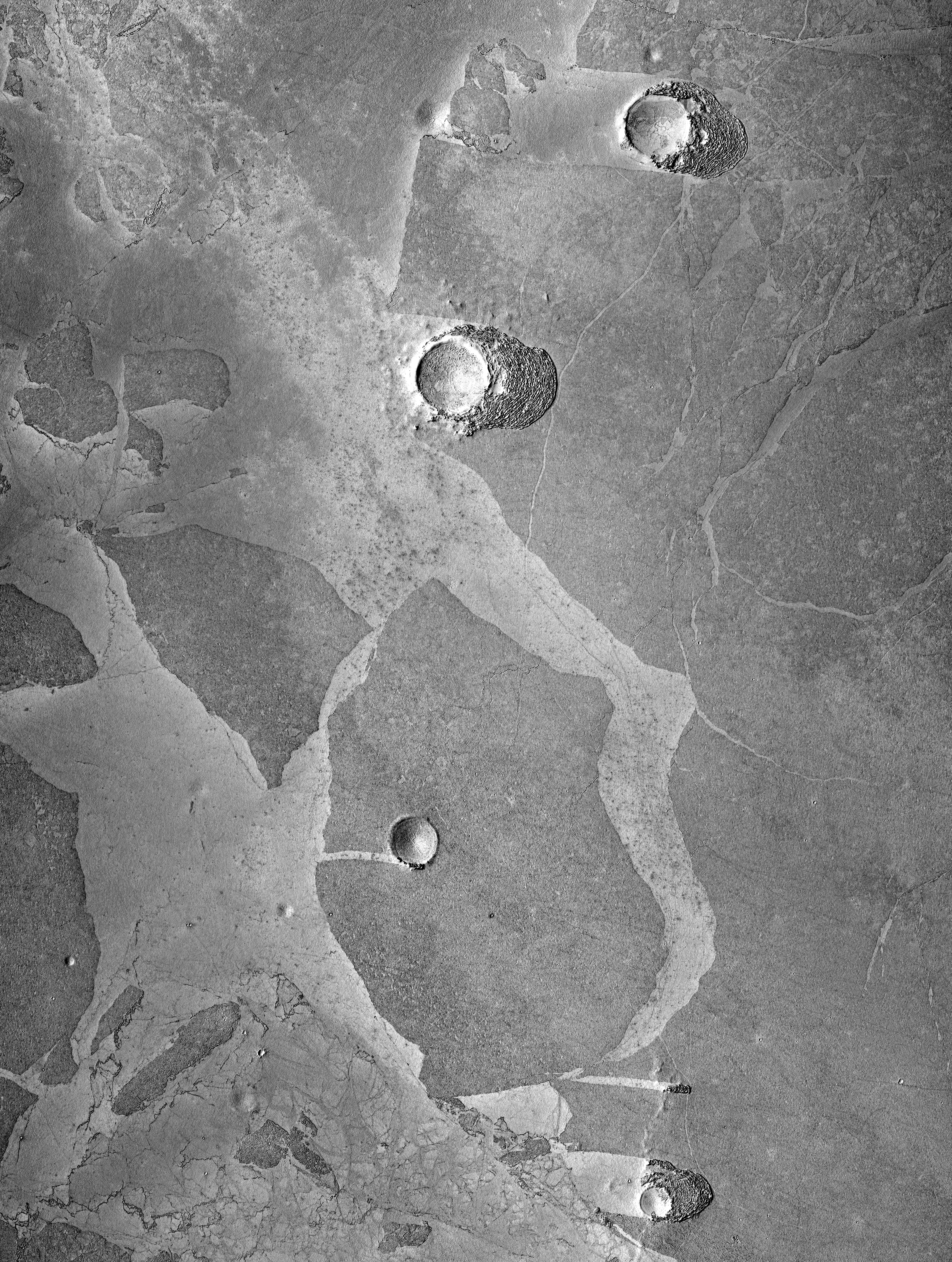
Пластини (крижини або уламки лавової кірки) на рівнині Елізій. Колись вони рухалися наліво й наштовхувалися на вінця кратерів. З правого боку кожного великого кратера видно купу уламків пластин, а з лівого — утворену в пластині прогалину. Знімок MRO (2006), розмір — 24×31 км.

Поверхня болота Цербера (Cerberus Palus), що на рівнині Елізій, поламана на своєрідні пластини, наче лід під час відлиги на озері. Розмір цих пластин — від десятків метрів до понад 50 км. По них видно, що вони розколювалися та зміщувалися (іноді на багато кілометрів), після чого застигли нерухомо. На деяких пластинах можна прослідкувати кілька епізодів розколювання, зсуву та застигання. Рухалися вони в основному в напрямку від джерела рідини — долин Атабаска. Перешкоди прорізали в рухомих пластинах прогалини, а самі обростали скупченнями уламків.
Ці пластини привернули увагу дослідників 2005 року під час вивчення знімків місцевості поблизу 5° пн. ш. 150° сх. д. / 5° пн. ш. 150° сх. д., зроблених космічним апаратом «Марс-експрес». Спершу їх інтерпретували як кригу на замерзлій водоймі. Згідно іншої версії, вони є уламками кірки, що плавали по лавовому озеру. Визначити їх склад спектральними методами не вдається, бо вони вкриті піском і пилом, нанесеними вітром. Радарні дослідження показали, що льоду під поверхнею регіону нині дуже мало (<5 % у верхньому шарі товщиною 0,5-1 м), але це не доводить початкову відсутність води: вона могла витікти або випаруватися.
Підрахунок метеоритних кратерів у цій місцевості дозволяє припустити, що пластини приблизно на 1 мільйон років старші, аніж породи у розривах поміж ними, що свідчить про те, що ця місцевість тверднула та закріплялася в такому вигляді надто довго, аби бути базальтовою лавою. Але можливо, що відмінність у спостережуваній концентрації кратерів пояснюється не відмінністю віку поверхні, а відмінністю її механічних властивостей.
У проміжках між пластинами є численні завитки, утворені неглибокими борознами. На площі близько 4 км2 нараховано 269 завитків діаметром від 5 до 30 м. Подекуди поверхня проміжків між пластинами утворювала «вторинні» пластини, які теж могли розколюватися та зсуватися. Іноді при цьому частини одного завитка опинялися на різних пластинах, і з цього видно, що завитки утворювалися до розколювання «вторинних» пластин.
Ці завитки інтерпретують як структури, що з'являються через напруження зсуву в місцях контакту потоків лави, які рухаються з різною швидкістю. Вони відомі і в земних лавових потоках та озерах, де мають розмір від 5 см до ≥10 м. Завитки в болоті Цербера стали першими, знайденими на іншій планеті. Їх наявність — один з аргументів на користь того, що болото заповнювала саме лава: вода та лід не утворюють подібних структур.
На берегах долини Лета виявлено скупчення кам'яних багатокутників. Розмір цих багатокутників становить 15-20 м. Подібні об'єкти утворюються при регулярному замерзанні й відтаюванні ґрунту, багатого на лід (вулканічні явища подібних об'єктів не створюють).
Південно-східний край рівнини примітний своєрідним візерунком із дугоподібних розломів.

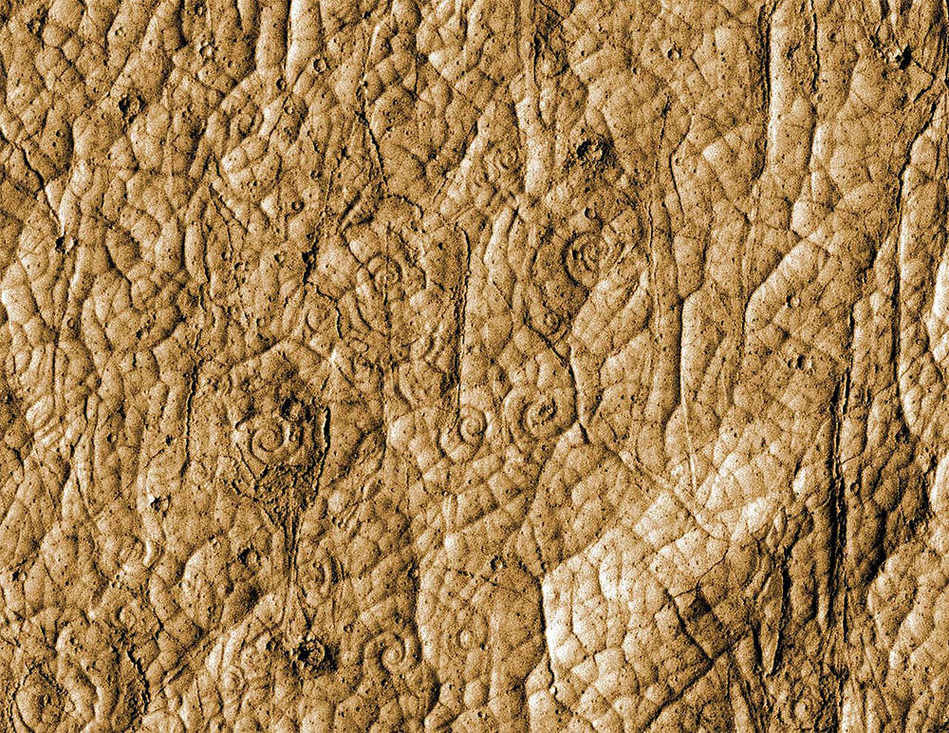
Лавові завитки на рівнині Елізій (ширина знімка — близько 500 м)
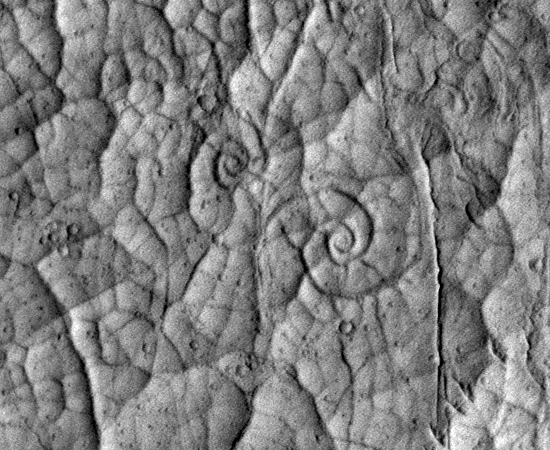
Два завитки зблизька (діаметр правого — близько 30 м)
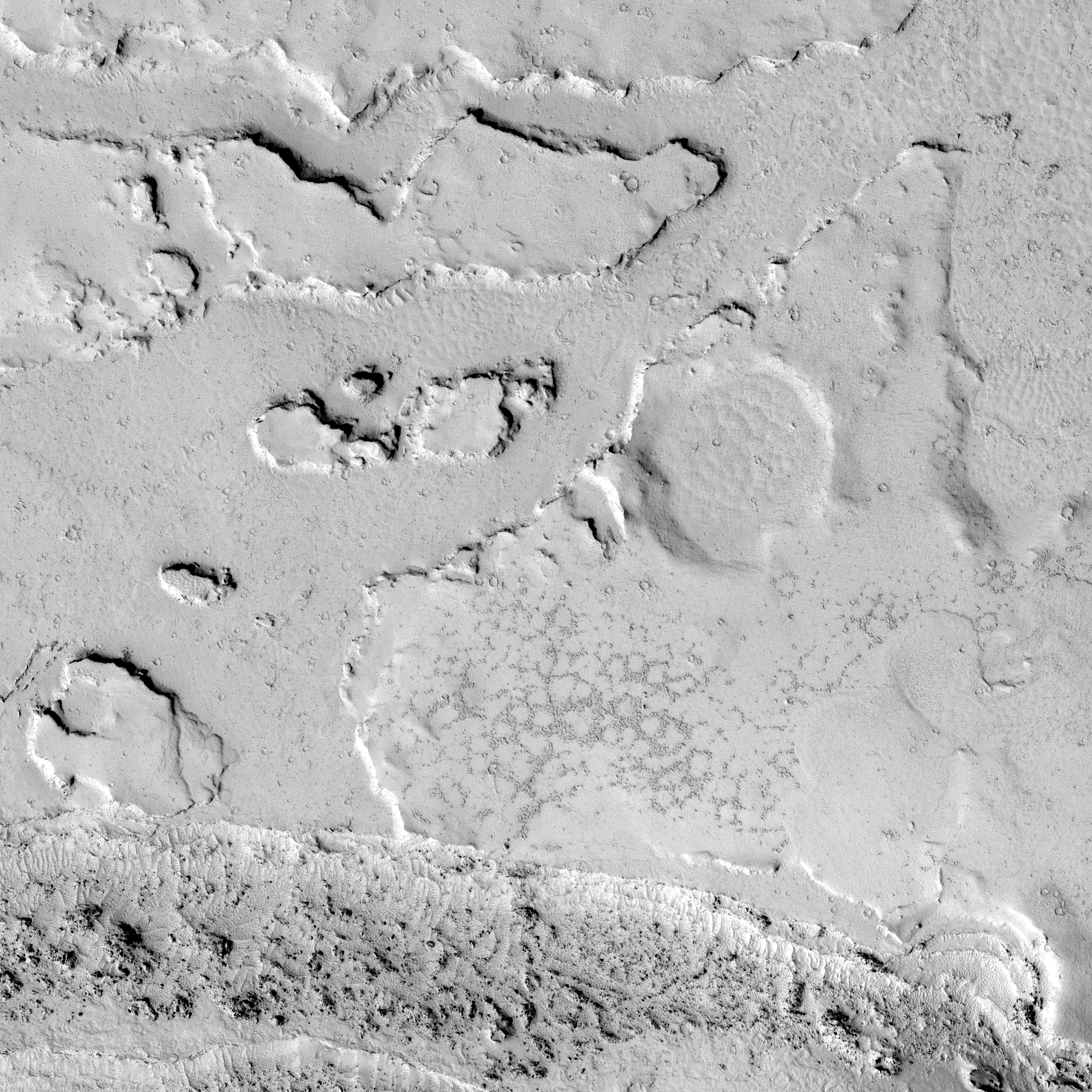
Унизу — частина долини Лета, вище — скупчення кам'яних багатокутників. Ширина знімка — 850 м.
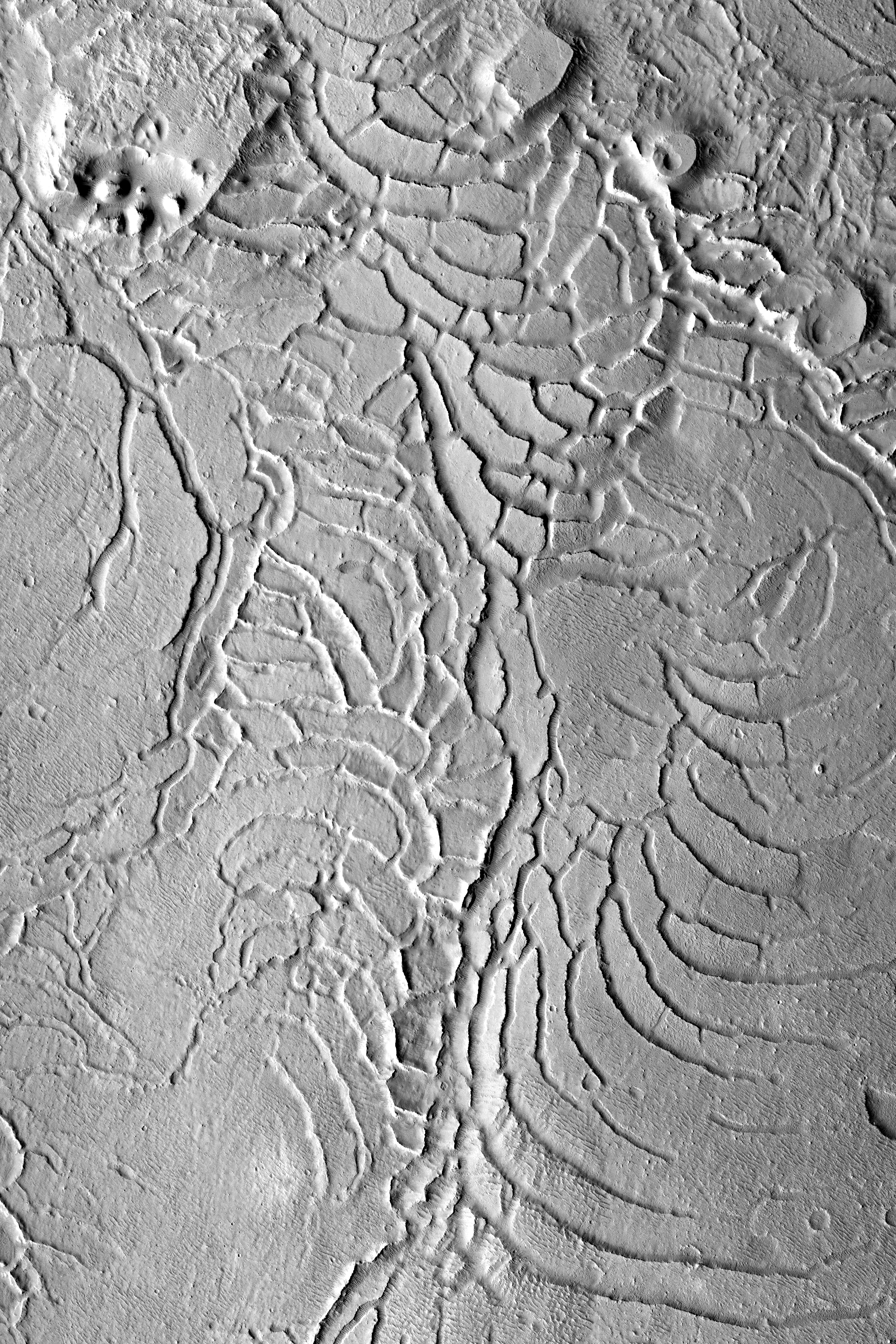
Розломи на південно-східному краї рівнини. Ширина знімка — 17 км.

## Посадки космічних апаратів

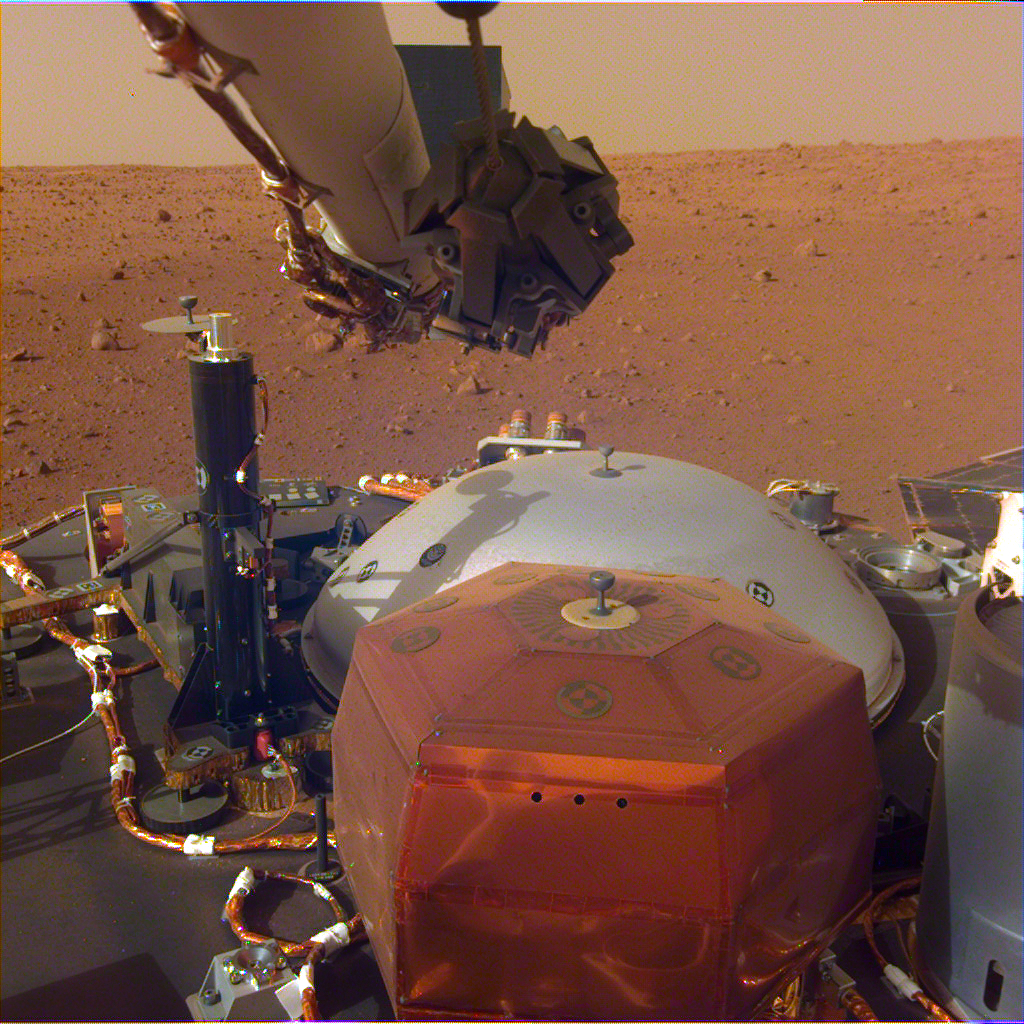
Знімок з апарата InSight

- 4 січня 2004 року в кратері Гусєв на південно-східному краї рівнини Елізій (14°34′19″ пд. ш. 175°28′43″ сх. д. / 14.5719° пд. ш. 175.4785° сх. д.)[28] висадився марсохід «Спіріт» для дослідження марсіанського ґрунту.
- 6 серпня 2012 року в кратері Ґейл біля південно-західного краю рівнини Елізій (4°35′22″ пд. ш. 137°26′30″ сх. д. / 4.5895° пд. ш. 137.4417° сх. д.)[28] висадився марсохід «К'юріосіті» для дослідження марсіанського ґрунту та атмосфери.
- 26 листопада 2018 року на західному краю рівнини Елізій (4°30′09″ пн. ш. 135°37′24″ сх. д. / 4.5024° пн. ш. 135.6234° сх. д.)[29] висадився апарат InSight для дослідження внутрішньої будови Марса. Вибір цієї рівнини як місця посадки ґрунтується на її близькості до екватора (що дає можливість ефективної роботи сонячних батарей та достатню кількість тепла), малій висоті (що важливо для гальмування апарата в атмосфері), малому нахилі поверхні та відсутності великої кількості каменів на поверхні та в глибині (що важливо, серед іншого, для буріння)[30].